# Miyuki
Miyuki (みゆき) est un prénom japonais féminin.

## Personnalités
- Miyuki Kawanaka, une chanteuse japonaise d'enka
- Miyuki Miyabe, écrivain japonais
- Miyuki Tanobe, peintre canadien d'origine japonaise
- Miyuki Nakajima, chanteuse japonaise

## Dans les œuvres de fiction
- Miyuki, personnage du manga éponyme
- Miyuki Kobayakawa, personnage du manga You're under arrest
- Miyuki Takara, personnage du manga Lucky☆Star
- Miyuki Nanase, personnage du manga Les Enquêtes de Kindaichi